# Зарудский, Георгий Константинович
Георгий Константинович Зарудский (род. 3 апреля 1938) — специалист в области электроэнергетики. Кандидат технических наук, профессор кафедры "Электроэнергетических систем" Московского энергетического института (МЭИ ТУ).

## Биография
Георгий Константинович Зарудский родился 3 апреля 1938 года в городе Череповец Вологодской области в семье служащих. Его отец,  Константин Михайлович, в свое время учился в Ленинградского ветеринарном институте, мать, Соколова Клавдия Антоновна, училась в Ленинградском институте народного хозяйства им. Ф. Энгельса. В город Череповец семья переехала в 1937 году. Потом, после демобилизации отца, семья уехала жить к родственникам в Тулу. Там Георгий Константинович окончил с золотой медалью школу и в 1955 году поступил в  Московский энергетический институт, на электроэнергетический факультет.
В 1961 году, после окончания учебы, Георгий Константинович по распределению был направлен в Иркутск. Там он работал в Энергетическом институте Сибирского отделения АН СССР. Поступил учиться в аспирантуру. С 1964 по 1967 год проходил обучение в аспирантуре Московского энергетического института. По окончании учебы остался работать в МЭИ. Работал  инженером в Проблемной лаборатории кафедры «Электрические системы». С 1970 года последовательно занимал должности ассистента кафедры, затем, с 1975 года – доцента. В 1971 году защитил кандидатскую диссертацию на тему: «Исследование протяженных электропередач сверхвысокого напряжения при глубокой компенсации параметров». Получил ученую степень кандидата технических наук.
В 2007 год получил звание профессора кафедры «Электроэнергетические системы». В МЭИ он читает лекции по дисциплинам: «Средства компенсации параметров ЭЭС» и «Специальные вопросы проектирования ЭЭС».
Область научных интересов: оптимизации режимов работы, повышение пропускной способности линий электропередач сверхвысокого напряжения, методика расчета температур проводов высоковольтных линий с учетом влияния солнечного облучения и др.
Георгий Константинович Зарудский является автором 126 научных работ, включая учебники по направлению обучения «Электроэнергетические системы и сети, их режимы, устойчивость, надёжность и качество электроэнергии», под руководством профессора в МЭИ было выполнено и успешно защищено 7 кандидатских диссертаций. Среди его учеников отечественные и зарубежные аспиранты.

## Награды и звания
Медали «Ветеран труда СССР» и «Ветеран труда России».

## Труды
- Конспект лекций по курсу "Конструкции воздушных линий" / Редактор Л.А. Солдаткина. Москва: МЭИ, 1977.
- Зарудский Г. К., Самолюк Ю. С. О режимных особенностях компактных воздушных линий электропередачи напряжением 220 кВ. – Электричество, 2013, № 5, с. 8—13.
- Зарудский Г. К. Анализ изменения режимных параметров воздушных линий электропередачи сверхвысокого напряжения. – Электричество, 1998, № 5, с. 2—8.